# Monitor (navă)

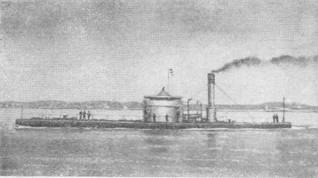
Monitorul rusesc Bronenosets, 1863-1914

Monitor se numește o navă de război cuirasată, de tonaj mic, maritimă sau fluvială, prevăzută cu armament de artilerie grea, cu tunuri protejate cu turele, destinată luptei împotriva obiectivelor de pe mal.  În limbaj tehnic, acest tip de navă este denumit "purtător de artilerie".

## Situația din România

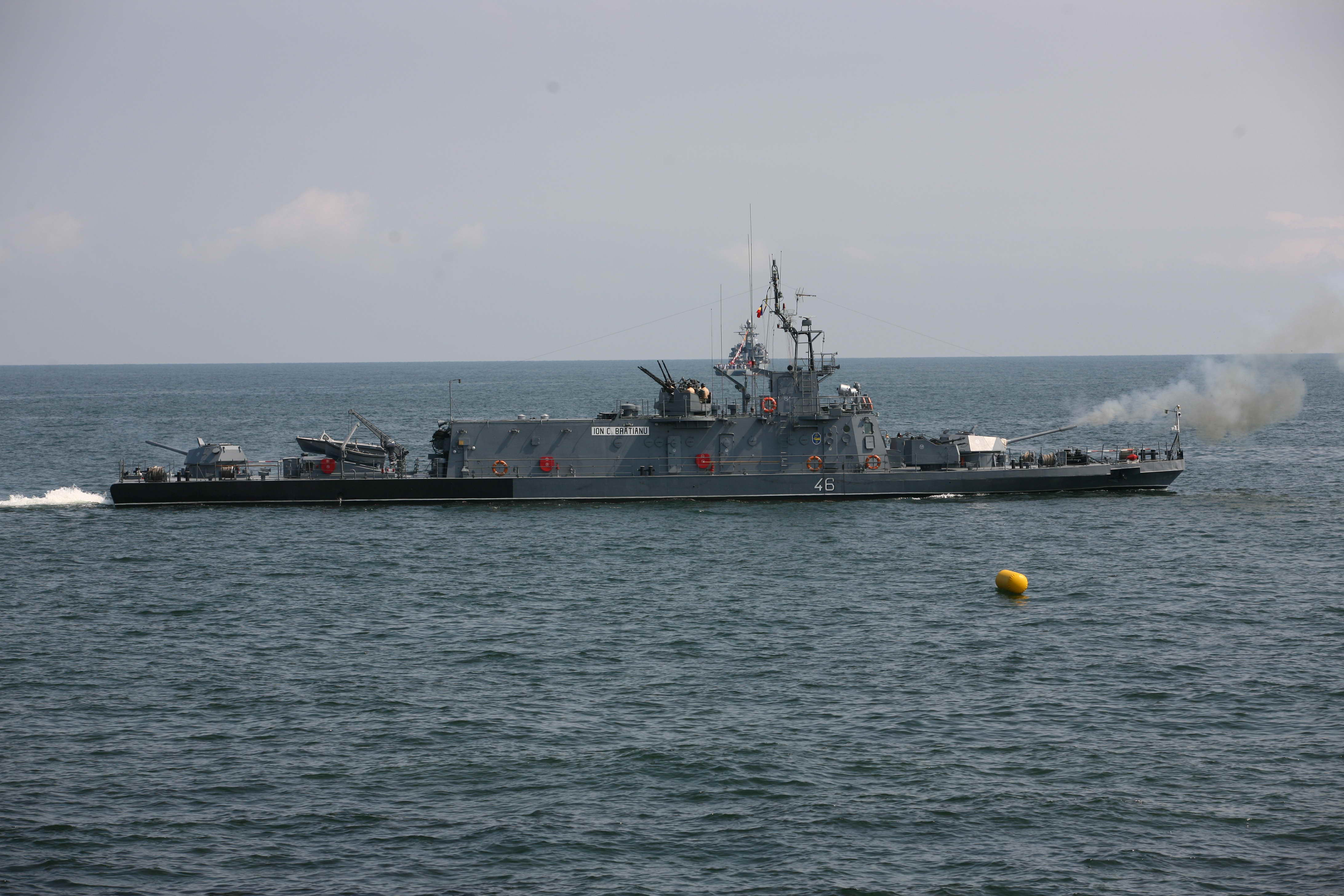
Monitorul Ion C. Brătianu (F-46) în Portul Constanța de Ziua Marinei Române, 2009.

În 1941, România deținea 7 monitoare, aflate în compunerea Flotilei Fluviale, care au luptat activ în al Doilea Război Mondial, sprijinind acțiunile ofensive din sectorul Brăila - Sulina luptând cu navele similare din Flotila de Dunăre sovietică. În septembrie 1944, Uniunea Sovietică a capturat aceste monitoare, pe care le-a returnat în 1951. Datorită vechimii lor, toate monitoarele au fost trimise la tăiere în anii 1960 – 1961. 
Între anii 1994 și 1996 la Turnu Severin s-a derulat un program de construcție a trei monitoare cu un deplasament de 522 tone, denumite "Mihail Kogălniceanu", "Ioan C. Brătianu", "Lascăr Catargiu". Pentru armamentul din dotare a fost adoptată o soluție economică: au fost preluate turele de la tancul românesc TR-77-580, dotate cu tun calibrul 100 mm. Deși navele s-au dovedit a fi un real succes, programul de fabricație a fost sistat o dată cu reorganizarea armatei române. 
Secția de monitoare de pe Dunăre a forțelor navale românești are în compunere aceste trei nave cu următoarele caracteristici tehnico-tactice: 
- deplasament: 522 t;
- pescaj: 1,72 m.
- armament:

- 2 tunuri, calibru 100 mm;
- 32 rachete antiaeriene STRELA 2M;
- 2 instalații de mitraliere antiaeriene cu patru țevi,
- 2 instalații de aruncătoare de proiectile reactive cu câte 40 de tuburi fiecare;
- 2 tunuri calibru 30 mm cu două țevi.

Propulsia este asigurată de câte două motoare principale de 2.200 CP, care pot asigura o viteză de 32 km/h. Navele au un echipaj de 58 militari (cinci ofițeri, 14 maiștri militari, 39 M.A.C.), au o autonomie de șapte zile și o rază de acțiune de 1.000 km. 
În noua organigramă NATO, navele blindate sunt ideale pentru impunerea embargoului, controlul traficului fluvial și combaterea contrabandei.